# کتاب احمد
سفینهٔ طالبی، یا، کتاب احمد کتابی‌ست نوشتهٔ عبدالرحیم طالبوف، روشنفکر و نویسندهٔ پیش از مشروطه، که در سال ۱۳۱۱ و ۱۳۱۲ قمری در استانبول به چاپ رسیده‌است. ساخت کتاب مبتنی بر گفت و شنود است. نویسنده با فرزند خیالی‌اش، احمد، دربارهٔ موضوعات علمی، اجتماعی، سیاسی و فلسفی گفتگو می‌کنند. کتاب احمد یکی از اولین کتب تربیتی برای نوجوانان در زبان فارسی به حساب می‌آید.

## انتشار کتاب
در برخی منابع کتاب احمد در دو جلد تعریف شده‌است. جلد اول، به گفتهٔ مؤلّف، در سال ۱۳۰۷ قمری نوشته شد و در سال ۱۳۱۱ قمری در استانبول منتشر شد. این مجلّد، مشتمل بر ۱۸ فصل یا ۱۸ صحبت است. جلد دوم به فاصلهٔ یک سال از جلد اول، در سال ۱۳۱۲ قمری، به چاپ رسید. هر دو کتاب مصوّرند و در مجموع از ۲۲ فصل (یا صحبت) تشکیل شده‌اند. در جلد اول مقدمه‌ای از مؤلّف و اظهارنظری از ناظم‌الدوله و چند نفر دیگر دربارهٔ محسنات کتاب آمده‌است. این کتاب نیز، مانند بسیاری دیگر از آثار طالبوف با هزینهٔ شخصی چاپ شده‌است.
پس از انقلاب مشروطه، طالبوف که به سیاست علاقه‌مند شده بود، کتاب دیگری نوشت به نام مسائل‌الحیات، در باب سیاست‌ورزی در جهان و جنگ‌های مدرن. او در این کتاب از مفاهیمی چون حقوق فردی، آزادی و برابری سخن به میان آورده و مختصری دربارهٔ دولت‌های مشروطه مثل انگلیس و ژاپن و فرانسه نوشته‌است. برخی این کتاب را جلد سوم کتاب احمد خوانده‌اند.

## پیش‌زمینه چاپ کتاب
بسیاری این کتاب را متأثر از امیل ژان ژاک روسو می‌دانند خود نویسنده نیز در صحبت هشتم می‌نویسد: «... مؤلّف فرانسه که بیشتر مطالب دیباچهٔ این کتابچه را احمد از زبان (امیل) او نقل می‌کند و مرهون طرح کتاب اوست…» و روشن است که منظور از مؤلّف فرانسه در اینجا روسو است اما تردیدی نیست که خاستگاه آموزشی طالبوف و روسو تفاوت‌های عمده دارد.
یکی از معلمان مدرسهٔ دارالفنون به نام میرزا کاظم خان، پیش از انتشار کتاب احمد، کتاب «صحبت سادهٔ طبیعی و هیئت» نوشتهٔ «یکی از نسوان با فضل فرانسه» را به فارسی ترجمه کرد و در روزنامهٔ علمی منتشر کرد. در این ترجمه، نویسنده، نام فرزندان واقعی خود، احمد و محمود را، در داستان آورده و از زبان آنها سؤالاتی مطرح کرده و خود به آنها پاسخ داده‌است. اما نشریه تعطیل شد و احمد، فرزند واقعی میرزا کاظم خان جوانمرگ شد و به این ترتیب این کتاب هم ناتمام ماند. بعید نیست طالبوف از این ترجمه مطلع بوده باشد.

## واکنش‌ها به انتشار کتاب
طالبوف، بعد از انتشار این کتاب، در میان ایرانیانِ درس‌خوانده شهرت قابل توجهی به دست آورد، از دانش‌آموز گرفته تا مردم طبقه متوسط، دولت و مشروطه‌خواهان. پس تعجبی نداشت که آثار او اعتراضاتی را برانگیزد. ناصرالدین شاه قاجار او را «کافردین» خواند و معتقد بود که او ایران را تمسخر می‌کند. اما فرزندش مظفرالدین شاه نظر مثبتی به او داشت تا جایی که در سفری به تهران به حضور مظفرالدین شاه قاجار پذیرفته شد و مورد عنایت شاه قرار گرفت. همین شهرت سبب شد در اولین دورهٔ مجلس شورای ملی، مردم تبریز به‌طور غیابی او را به عنوان نمایندهٔ خود انتخاب کردند. هرچند اتهام بدعت از سوی برخی روحانیون و ناامیدی طالبوف از رژیم مشروطه‌خواه جدید سبب شد بر کرسی نمایندگی ننشیند. چاپ‌های متعدد کتاب احمد در داخل و خارج ایران حکایت از محبوبیت این اثر دارد. این کتاب در مدارس جدید تبریز به عنوان کتاب آموزشی تدریس می‌شد.

## نثر، سبک و ساختار
طالبوف از پیشگامان ساده‌نویسی بود و از تکلّف پرهیز می‌کرد. او مبتکر ساده‌نویسی در زبان علم نبود، اما در این کار ذوق فراوان داشت و تأثیر زیادی گذاشت.بر خلاف گرایش رایج در میان روشنفکران هم‌عصر خود، با عربی‌زدایی از زبان فارسی هم مخالف بود. طالبوف معتقد بود زبان فارسی واژگان لازم را برای آموزش علوم نوین در اختیار ندارد و از این نظر نسبت به عربی و فرانسوی در مرتبهٔ نازل‌تری قرار دارد.
ساخت کتاب احمد بسیار ساده است. احمد پیوسته سؤال می‌پرسد و طالبوف با خونسردی پاسخ می‌دهد. این پرسش‌ها گسترهٔ وسیعی از موضوعات را دربرمی‌گیرند، از مسائل علمی گرفته تا سؤال‌های بنیادین در باب سیاست. گرچه موضوع این کتاب مطالب علمی‌ست اما شیوهٔ روایت آن با درسنامه‌ها تفاوت دارد. نویسنده با داستان‌سرایی و خیال‌پردازی توجه مخاطب کودک و نوجوانِ کتاب را به مضمون اصلی جلب می‌کند، به زبان ساده دانش اروپاییان را برای فرزندش شرح می‌دهد و دلایل پیشرفت غرب و عقب‌ماندگی ایران را نشان می‌دهد.
در ابتدای هر گفتار چند پرسش مطرح می‌شود، سپس طی ماجرایی خیالی که در زندگی روزمرهٔ پدر و پسر رخ داده به این پرسش‌ها پاسخ داده می‌شود. مضامین مطرح شده در کتاب، بسیار متنوعند: از اکتشافات  فان لیوونهوک و پاستور در میکروبیولوژی گرفته تا مکان‌های تاریخی مانند دیوار بزرگ چین یا اهرام ثلاثه مصر، و گیاهان و حیواناتی که در ایرانِ آن روزگار شناخته شده نبودند. در چند جا نیز انتقادات سیاسی و اجتماعی مطرح شده‌است. پرسش‌هایی که در هر بخش مطرح می‌شوند از یک سنخ نیستند و بر اساس موضوع طبقه‌بندی نشده‌اند بلکه آمیزه‌ای هستند از موضوعات مختلف. گاهی نویسنده حکایت‌های جذاب و آموزنده‌ای را نیز چاشنی داستان می‌کند.
نکتهٔ جالب توجه اینجاست که اولین فصل کتاب دربارهٔ دین است. گمان می‌رود نویسنده به عمد فصل اول را به دین اختصاص داده باشد تا ا از واکنش تند مقامات مذهبی در امان باشد.

## اهداف آموزشی

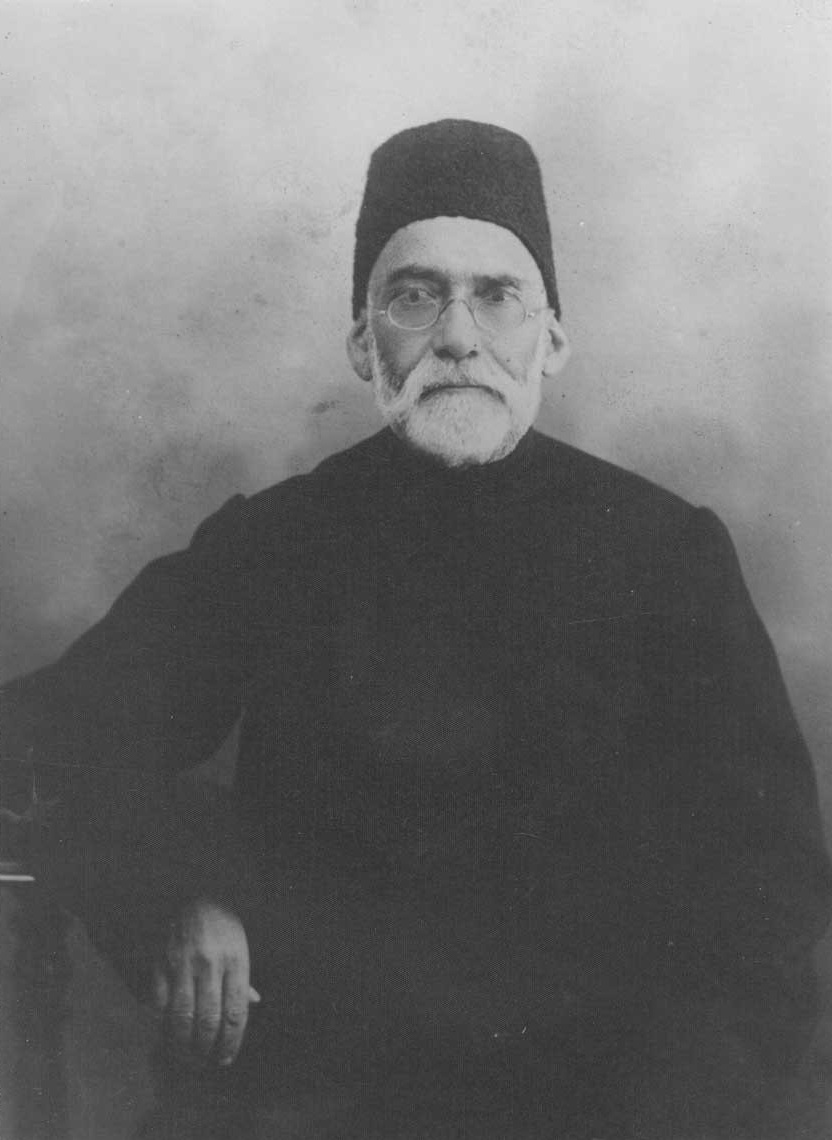
میرزا عبدالرحیم طالبوف تبریزی (۱۲۱۳–۱۲۸۹ یا ۱۲۹۰ ه‍.ش)

طالبوف در این کتاب دو هدف را دنبال می‌کند: اول آشنا کردن جامعه با دانش و علوم جدید، دوم نهادینه کردن نگاه انتقادی در جامعه و به ویژه در کودکان. بر خلاف سنت قدیم آموزش که انتقاد و چون و چرا را برنمی‌تافت، طالبوف در کتاب خود کوشید پرسشگری را تشویق کند و گفتگو با کودک را به عنوان تنها روش بهنجار رفتار با کودک آموزش دهد. او در مقدمهٔ کتاب می‌نویسد:
حق سبحان و تعالی و تعالی جبلت آدمی را بر آن داشته‌است که همیشه از پی دانستن اسباب هر چیز برآید و زبان از بهر پرسیدن هر چیز بگشاید. فقط انسان به همین واسطه که جویای سبب می‌شود و از پی استکشاف حقایق اشیا برمی‌آید، موضوع تکالیف شرعی و ممتاز از جانوران وحشی شده‌است… هر طفلی به محض اینکه به زبان می‌آید، برحسب یک تعلیم الهی، هرچه را می‌بیند، از حقیقت و سبب آن جویا می‌شود وکشف ماهیت آن را می‌خواهد. اگر مربیان و معلمان او دانا باشند و حقایق هر چیز را به او خاطر نشان کنند، به همان‌طور آن نهال انسانیت که تازه از دل او سر بر زده، نشو و نما گرفته، میوهٔ سعادت و کام دل بار می‌آورد و آنچه از کمال منتظر و سعادت اصلی خداوند متعال دربارهٔ او به ارادهٔ ازلی مقدر فرموده، به آن مایل می‌گردد؛ ولی اگر بهعکس، مربیان و اولیای آن طفل بیچاره بحکم یک بدبختی آسمانی، مردمانی جاهل و بیخبر باشند، سوزن در چشم دانش و تازیانه بر روی خنگِ طلب آن کودک بدبخت زده، چشم بصیرتش را کور و پای سمندش را لنگ ساخته و نهال برومند امید او را از ریشه برمی‌کنند.— طالبوف، کتاب احمد، ۱۳۵۶:۱۴

## نقد کتاب
برخی منتقدان، نظیر غلامرضا رشید یاسمی، اشاره کرده‌اند که پرسش‌ها و نظراتی که از زبان شخصیت خیالی احمد روایت می‌شود با سن او تناسب ندارد. همچنین برخی آموزش‌های پدر از نظر علمی معتبر نیست و بیشتر نشان‌دهندهٔ باورهای رایج در زمان نوشته شدن اثر است. برخی دیگر سبک و قالب کتاب را نوآورانه دانسته‌اند. فریدون آدمیت بیان منسجم و زبان سادهٔ او را در شرح علوم طبیعی و مبانی فلسفهٔ سیاسی ستوده‌است. به باور او اگر تناقضی در آثار طالبوف دیده می‌شود، ریشه‌اش را باید در حوادث زمانه و تجربه او جست.

## چاپ جدید کتاب احمد
س‍ف‍ی‍ن‍ه طال‍ب‍ی، ی‍ا، ک‍ت‍اب اح‍م‍د، اث‍ر خ‍ام‍هٔ ع‍ب‍دال‍رح‍ی‍م ب‍ن اب‍وطال‍ب نجّار ت‍ب‍ری‍زی، به کوشش حمیدرضا شاه‌آبادی در سال ۱۳۹۷ از سوی نشر مدرسه و کتاب احمد یا مسایل‌الحیات که آن را سومین جلد کتاب احمد نامیده‌اند، به کوشش فرامرز معتمد دزفولی، در سال ۱۳۹۴ از سوی نشر شیرازه منتشر شده‌است.